# Emil Grosse
Emil Jakob Grosse (1880-1971) fue un geólogo alemán que trabajó en Colombia a principios de la década de 1920. Su trabajo fundamental en Colombia fue el "Estudio geológico de El Terciario Carbonífero de Antioquia, en la parte occidental de la Cordillera Central de Colombia, entre el río Arma y Sacaojal". Este estudio es uno de los trabajos cartográficos y geológicos más importantes de Colombia a principios del siglo XX, y fue considerado en su momento un trabajo geológico amplio, riguroso y sistemático. En 1927, Emil Grosse fue designado jefe de la Comisión Geológica General de Colombia hasta 1931, cuando abandonó el país para trabajar en Brasil.